# Flapper

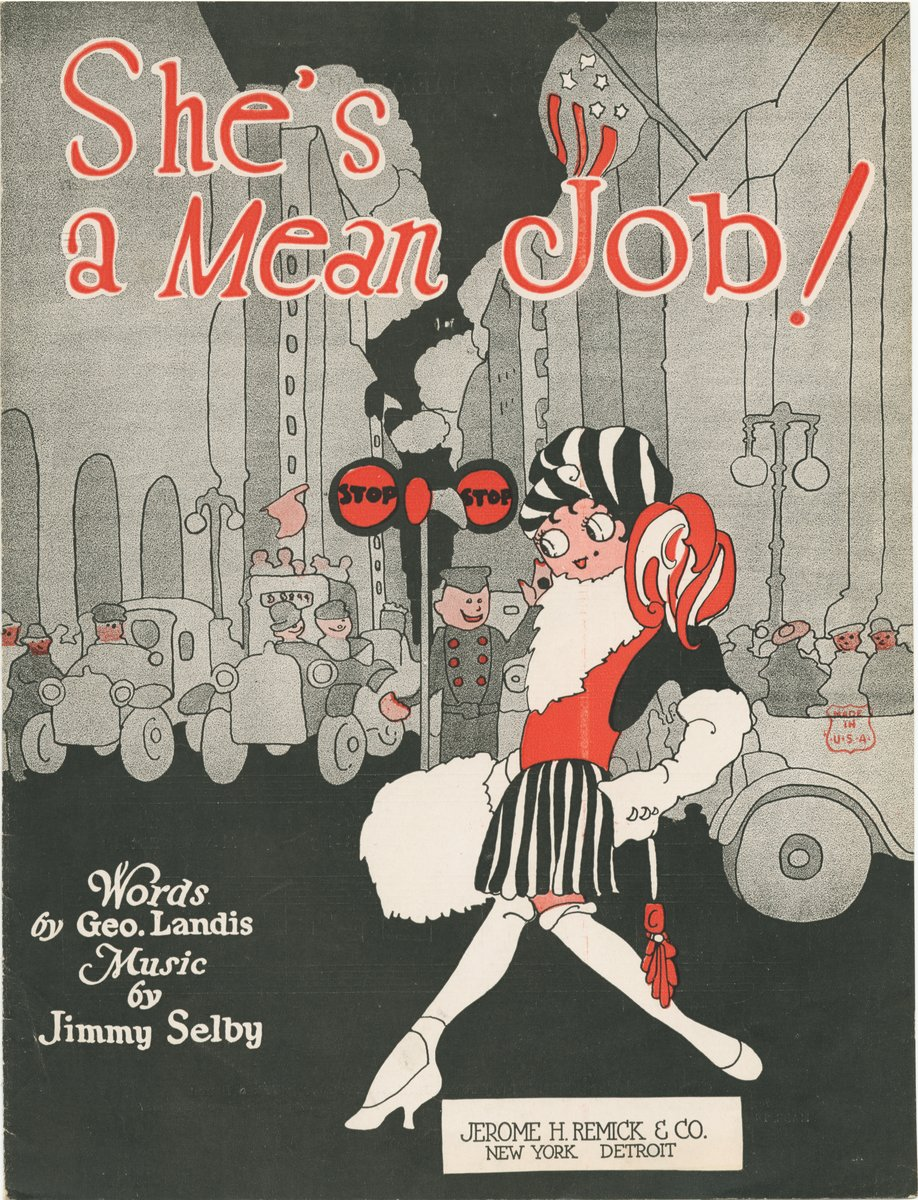
Copertina dello spartito di She's a Mean Job di George Landis e Jimmy Selby, pubblicato nel 1921 da Jerome H. Remick & Co.

Flapper è la generazione di donne degli anni venti del XX secolo nel mondo anglosassone. Le flapper si caratterizzavano per l'eccessivo trucco, per il fatto che bevessero alcolici come gli uomini, ma soprattutto per la loro sessualità disinvolta e libera, oltre che per fumare in pubblico, guidare automobili da sole e violare le norme sociali e della morale sessuale del tempo.
Ebbero origine nel periodo liberale di quelli che sono passati alla storia come “anni ruggenti”, caratterizzati da turbolenza politico-sociale e da un grande scambio culturale fra le due sponde dell'oceano Atlantico: da una parte l'Europa appena uscita dalla grande guerra e dall'altra gli Stati Uniti.

## Etimologia
Flapper è una parola slang che descrive una ragazza da poco diventata una donna, volendo far riferimento all'uccellino che sbatte le ali mentre sta imparando a volare; deriva tuttavia anche da un suo uso precedente, soprattutto nel nord dell'Inghilterra, per indicare una ragazzina appena adolescente i cui capelli sono ancora intrecciati ed il cui codino sbatte sulla schiena ogni qualvolta si mette a correre.
Più addietro nel tempo il termine poteva anche indicare una signora dedita alla prostituzione. Già nel 1631, flap era usato per denominare le giovani prostitute alle prime armi; alla fine del XIX secolo comincia ad emergere, fino a diventare di uso comune, in lingua inglese chiamare flapper le giovani prostitute, fino a che, più in generale e con un senso meno dispregiativo, venne ad etichettare una qualsiasi adolescente molto vivace e irrequieta.
La parola appare in stampa nel Regno Unito fin dal 1903, l'anno seguente in America del Nord, quando il romanziere Desmond Coke la utilizzò per narrare la propria vita di collegio durante gli anni passati ad Oxford ed in cui descrive una "splendida flapper"; nel 1907 l'attore inglese George Graves la propagò altresì tra gli americani come slang teatrale per indicare le giovinette acrobate di circo nel corso delle loro performance.

Billie Dove sulla copertina di The Flapper del novembre 1922

Nel 1908 anche giornali seri come The Times la utilizzarono, dandogli anche una precisa spiegazione: "Una flapper, possiamo dire, è una giovane donna che ancora non ha imparato a portare le gonne lunghe né l'abitudine di farsi lasciar crescere i capelli". Nell'aprile dello stesso anno la sezione moda di una rivista conteneva un disegno dal titolo "Il vestito della ragazza" con la spiegazione che esso raffigurava una flapper sedicenne: la giovane indossa una gonna al ginocchio e con una linea della vita piuttosto alta ove la cintura viene sostituita da una fascia annodata quasi sbadatamente attorno alla gonna.
Nel novembre 1910 la parola era già abbastanza popolare da essere inserita in una serie di racconti pubblicati dal London Magazine; sono le disavventure di una graziosa quindicenne ed intitolate Sua Maestà Flapper. Nel 1911 la recensione su un giornale indica che oramai "flapper" è stabilito l'essere una giovane maliziosa e provocante.
Nel 1912 l'impresario teatrale londinese John Tiller definisce la parola in un'intervista rilasciata al New York Times, descrivendo la "flapper" come colei che è appena uscita dall'adolescenza, al momento del suo ingresso in società ed appartenente pertanto ad un gruppo di età leggermente più anziano rispetto a quanto veniva inteso precedentemente; l'uso che ne fa Tiller venne quindi a significare la ragazza che al raggiungimento della piena femminilità fa il suo ingresso formale nel mondo della buona società.
Da quel momento non sarebbe più stata classificata come "bambina"; ci si aspettava da lei che mantenesse un basso profilo durante gli incontri sociali e che non dovesse ancora esser oggetto dell'attenzione maschile. Anche se in quegli anni la parola era ancora largamente intesa come riferita ad adolescenti assai vivaci, gradualmente in Gran Bretagna venne estesa per descrivere una donna ancora immatura ma molto impetuosa.
L'uso della parola aumentò considerevolmente negli anni della prima guerra mondiale, forse a causa dell'emergere sempre più visibile di giovani donne all'interno del mondo del lavoro le quali occupavano i posti lasciati vacanti dagli uomini partiti per il fronte; a volte gli articoli giornalistici che si occupavano della ricerca di posti di lavoro per le donne tornate ad essere nuovamente disoccupate al termine della guerra venivano intitolati "Il futuro della Flapper". Sotto quest'influenza il significato del termine iniziò un po' a cambiare venendosi ad applicare sempre più a giovani donne indipendenti e gaudenti sempre più spesso vestite da maschi.

## Caratterizzazione
Le flapper furono le prime a mostrare le caviglie in pubblico indossando abiti e gonne più corti e furono anche le prime a tagliare i capelli a "caschetto". Ascoltavano musica jazz e danzavano da sole il charleston, il nuovo ballo icona degli anni 1920 che, non a caso, fu il primo che si poteva danzare anche non accoppiati. Queste giovani donne generalmente ostentavano comunque il proprio disprezzo per il comportamento "da brava ragazza beneducata". La flapper verrà poi rappresentata dai fratelli Fleischer nel 1930 con un'altra icona, Betty Boop, il cartone animato in bianco e nero.
Nonostante lo "scandalo" generato, il loro look divenne col tempo di moda, in forma edulcorata, anche fra donne più anziane e "rispettabili". Significativamente, le flappers modificarono il corsetto, fino ad allora elemento irrinunciabile della moda femminile, sollevarono gli orli degli abiti e delle gonne e lanciarono i capelli più corti per le donne. Fra le attrici strettamente identificate con questo stile si ricordano Olive Borden, Clara Bow, Louise Brooks, Bebe Daniels, Billie Dove, Corinne Griffith, Leatrice Joy, Helen Kane, Laura La Plante, Dorothy Mackaill, Colleen Moore, Norma Shearer, Norma Talmadge, Olive Thomas, Alice White e soprattutto Joan Crawford.

## Influenza culturale
La prima apparizione della parola e dell'immagine negli Stati Uniti d'America è avvenuta nel film muto del 1920 intitolato Gli zaffiri di Kim (The Flapper), la cui sceneggiatura venne scritta da Frances Marion e con la venticinquenne Olive Thomas nella parte dell'adolescente protagonista. Altre attrici, come Clara Bow, Louise Brooks, Colleen Moore, Joan Crawford e Barbara Stanwyck si sarebbero presto costruite le loro carriere sulla stessa immagine, ottenendo grande popolarità.
Anche degli scrittori statunitensi, come Francis Scott Fitzgerald e Anita Loos, e degli illustratori, quali Russell Patterson, John Held Jr., Ethel Hays e Faith Burrows, resero popolare il look e lo stile di vita da flapper attraverso le loro opere; questa tipologia di donne assunse quindi una connotazione positiva, venendo vista come attraente, temeraria e indipendente.

## Galleria d'immagini

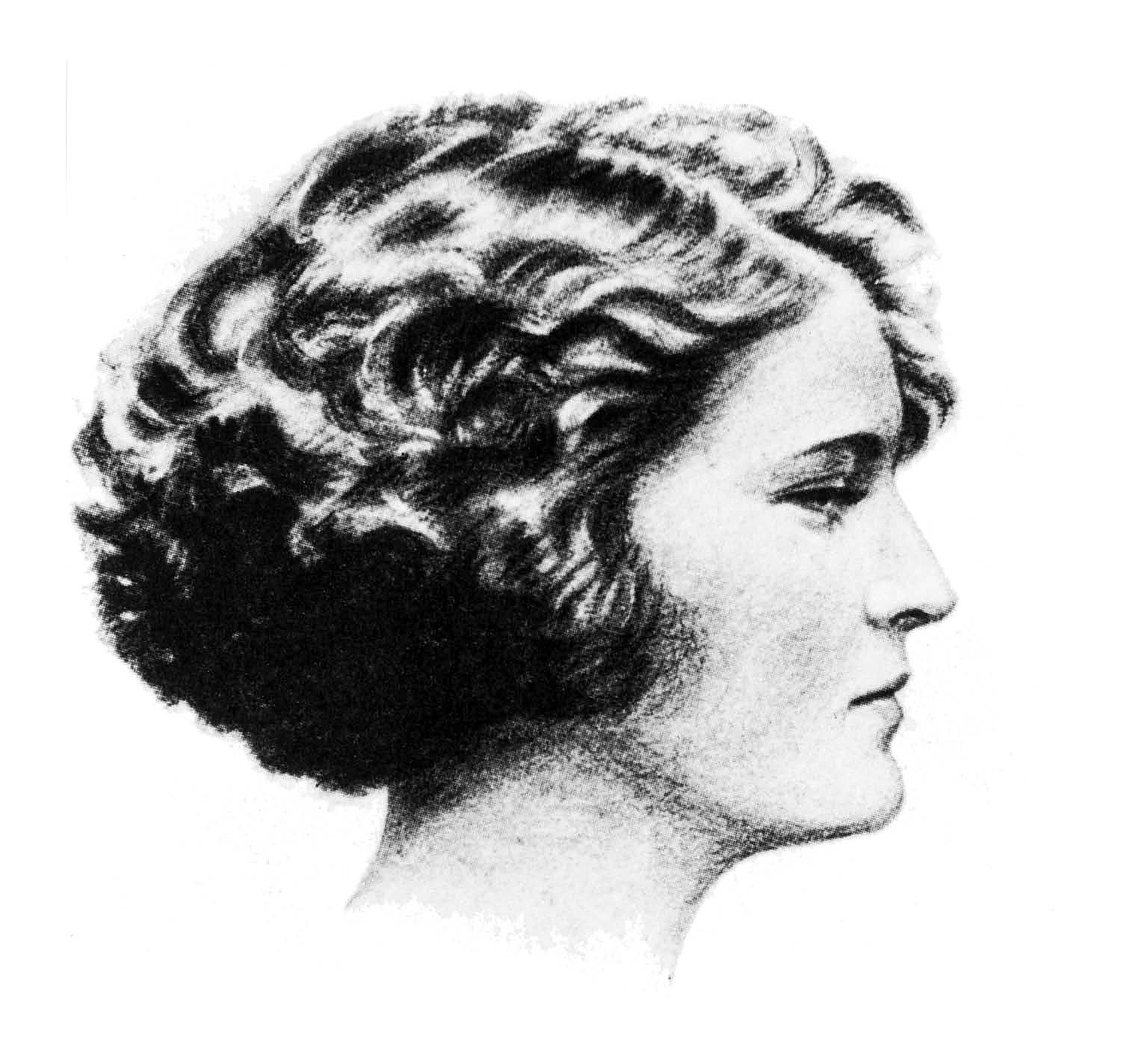
Zelda Sayre Fitzgerald
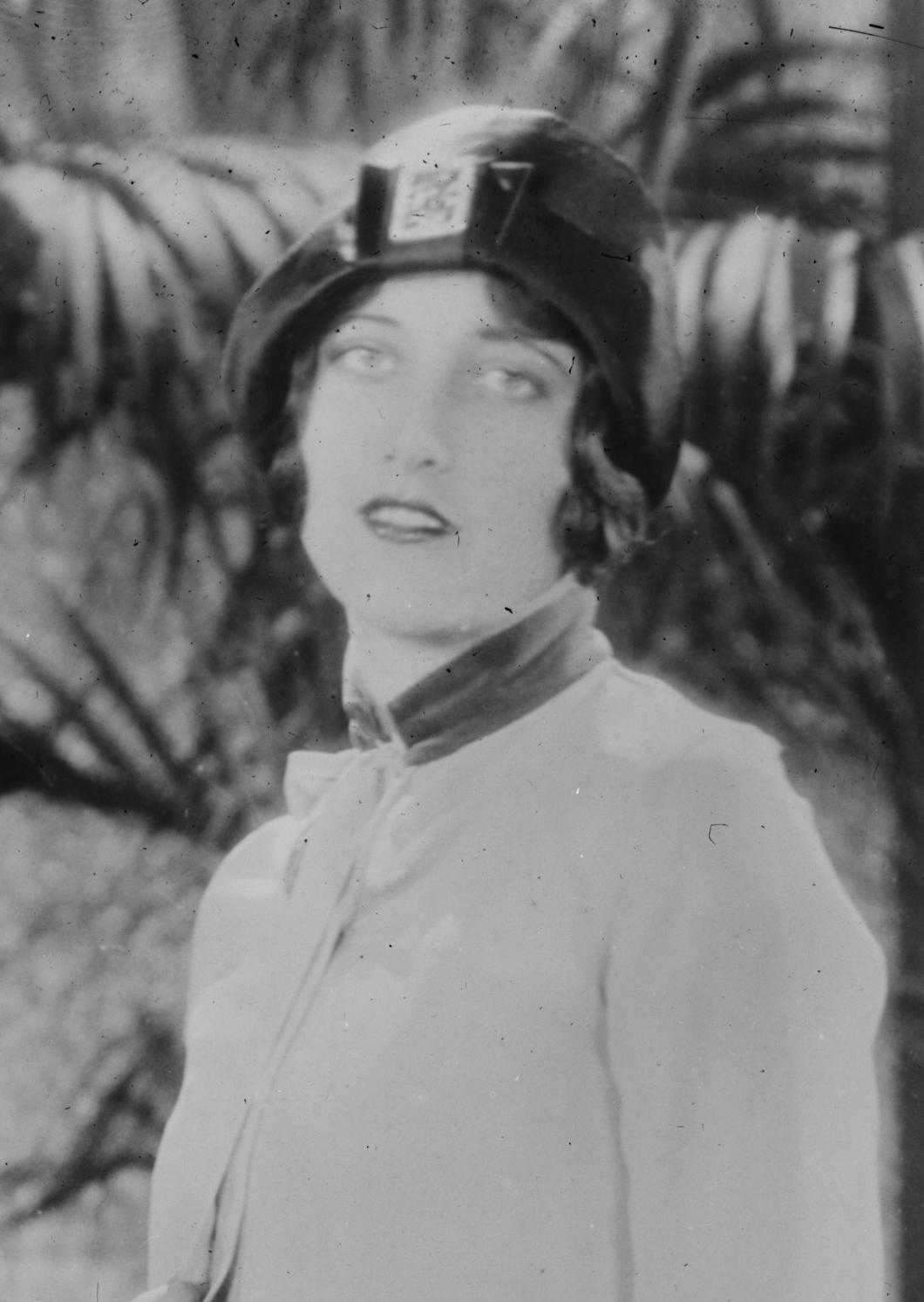
Joan Crawford
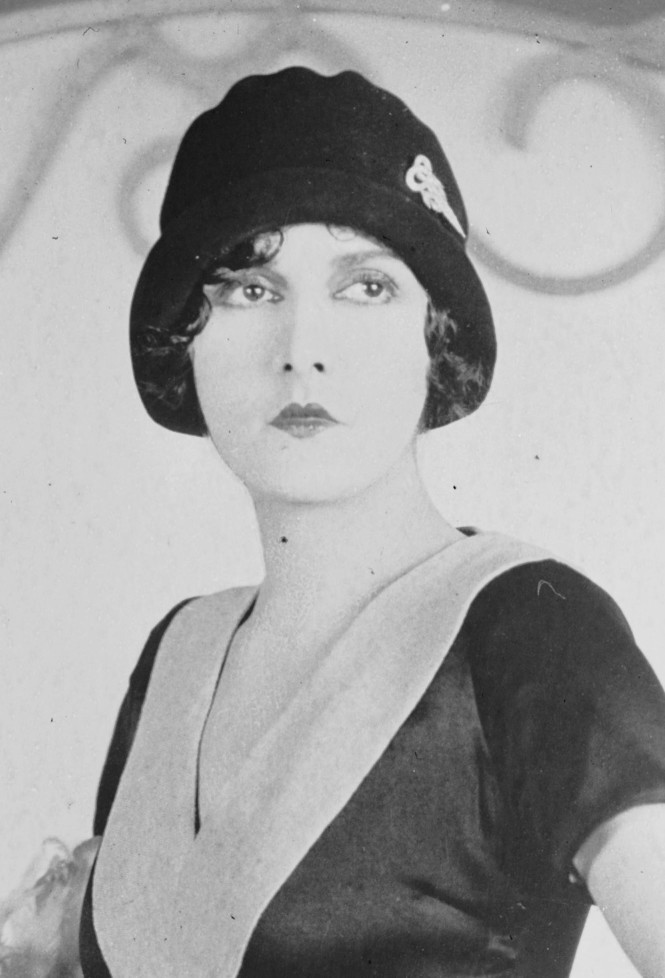
Evelyn Brent
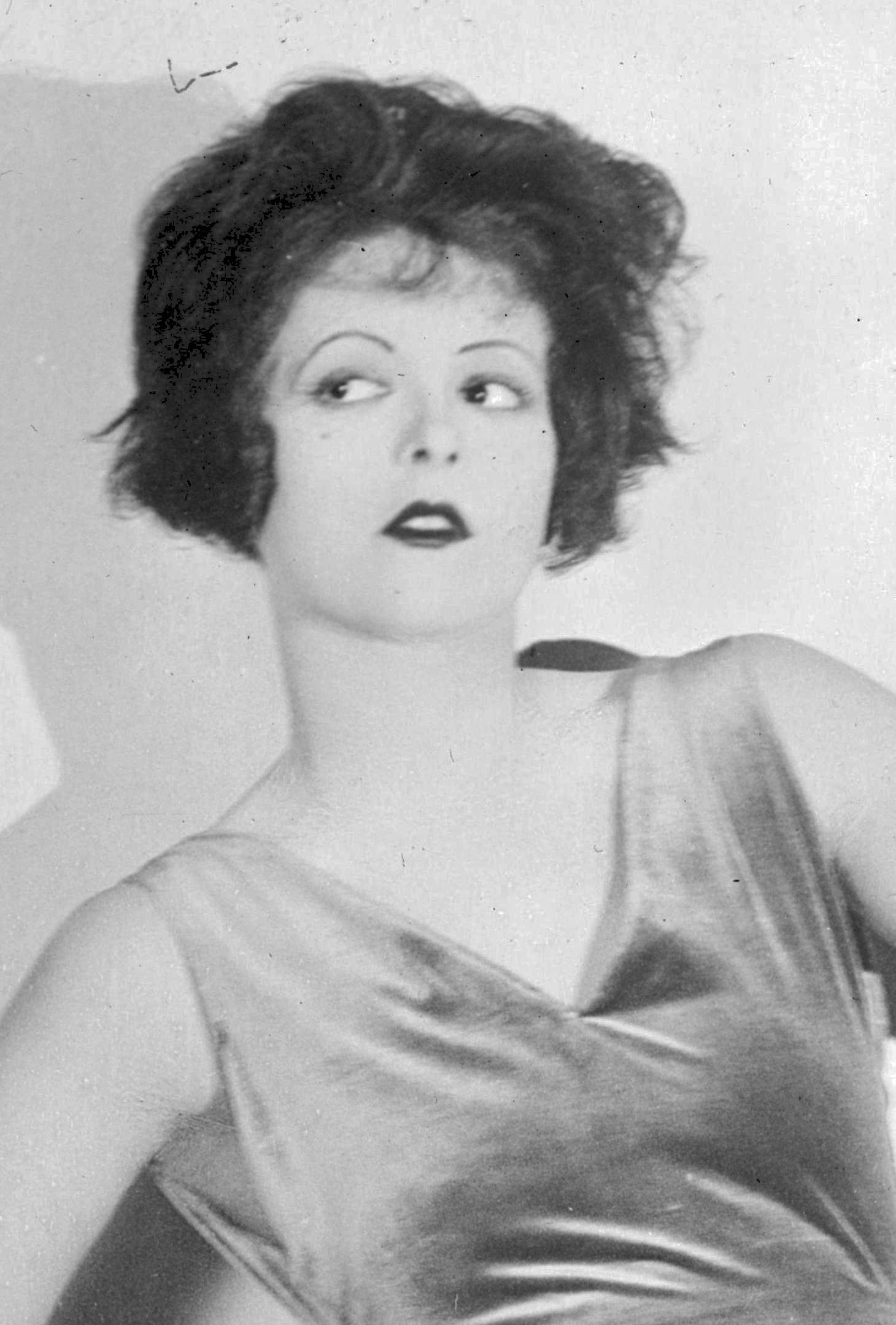
Clara Bow
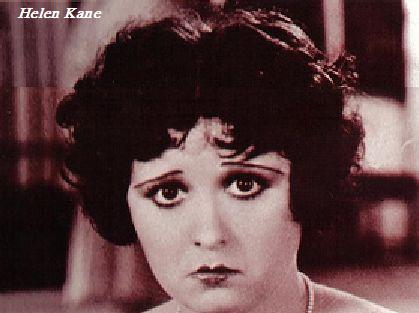
Helen Kane
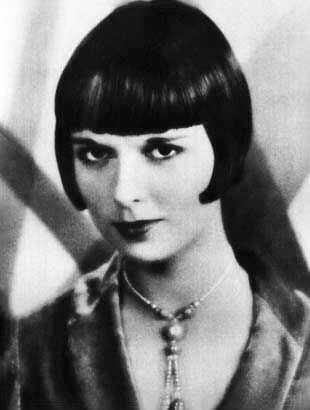
Louise Brooks
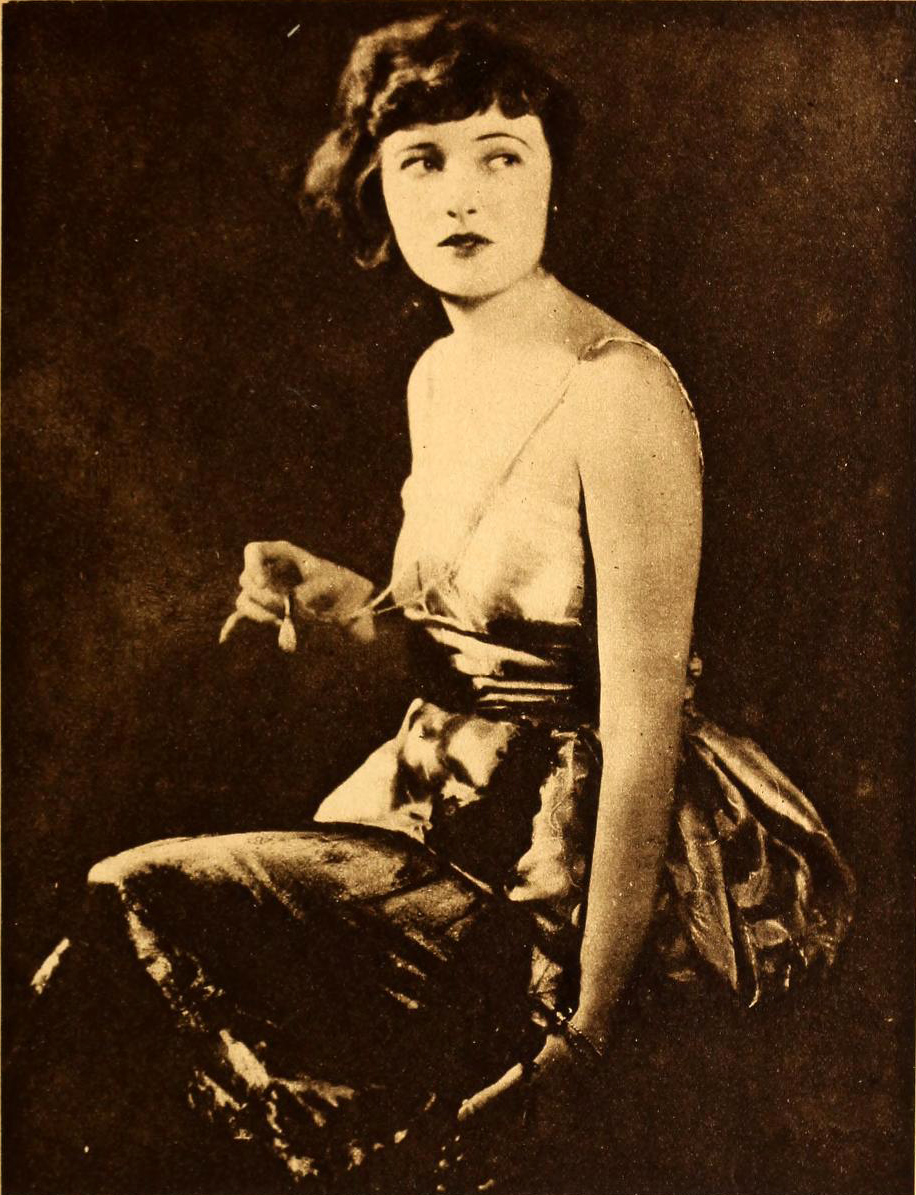
Corinne Griffith
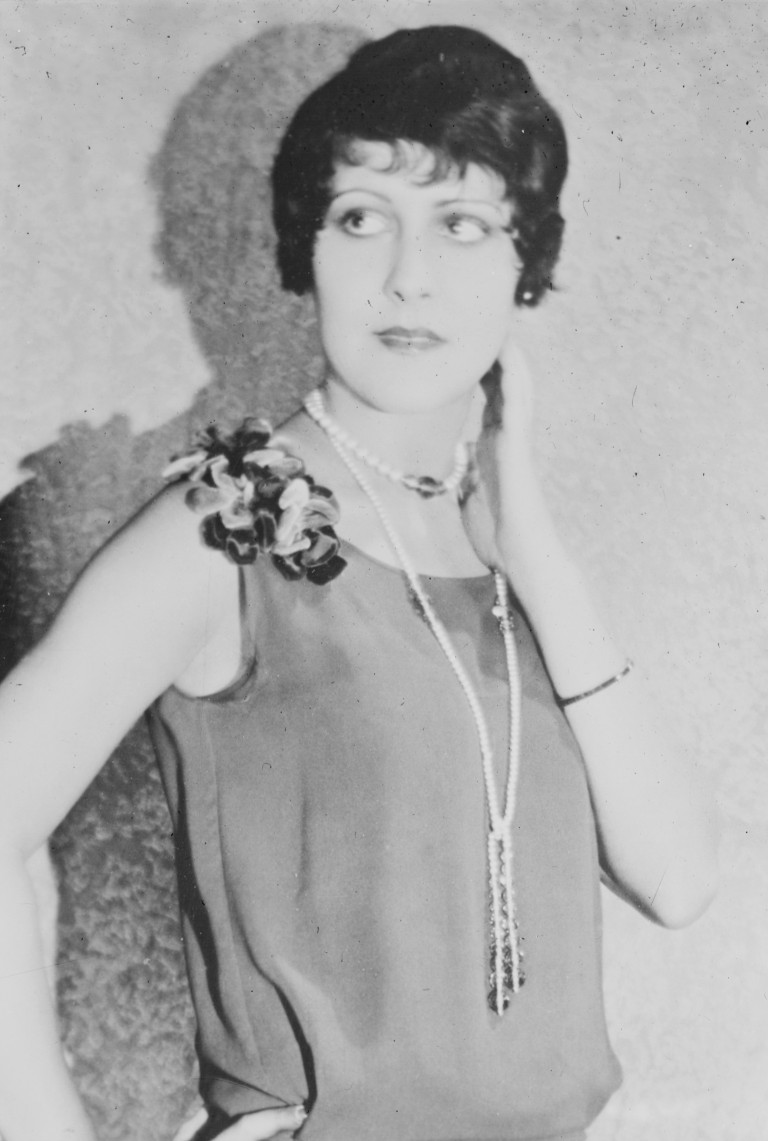
Patsy Ruth Miller
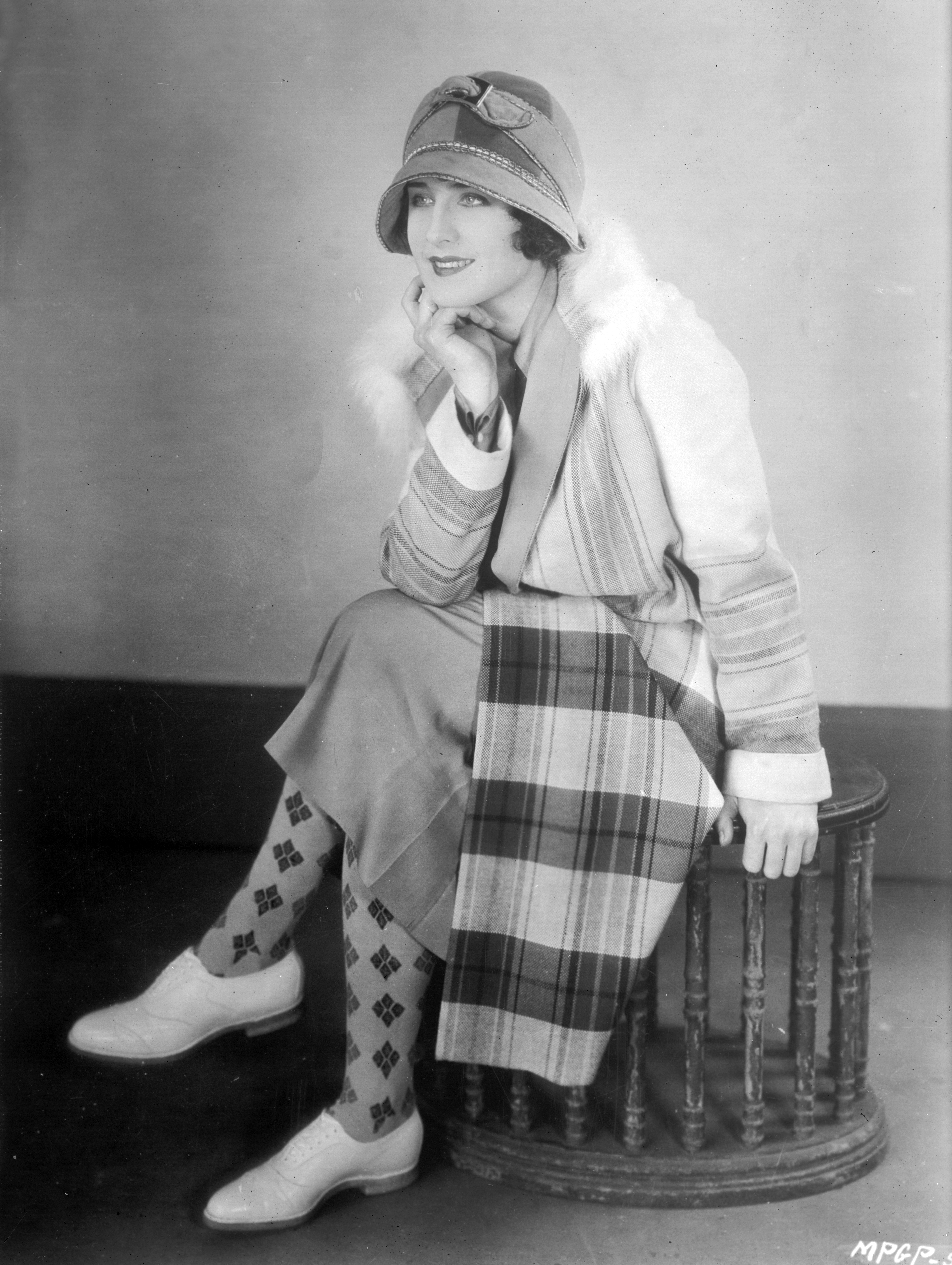
Norma Shearer